# 赵毅 (配音员)
赵毅（1981年7月16日—），中国男配音演员、演员。

## 生平
毕业于解放军艺术学院表演系。父亲赵述仁与妻子褚珺都是配音演员。代表作有电视剧《天龙八部》的虚竹、《独孤天下》的宇文护，网剧《无间道》的江子丹，动画《开封奇谈》的白玉堂，游戏《古剑奇谭二：永夜初晗凝碧天》的乐无异等。

## 配音作品

### 电影

#### 国产电影
2009年
- 《火线追凶》 韩非 (释小龙 饰）

2011年
- 《大魔术师》 张贤 （梁朝伟 饰）

2012年
- 《听风者》 何兵 （梁朝伟 饰）

2016年
- 《长城》 威廉·加林 （马特·达蒙 饰）

2017年
- 《妖猫传》 李少监 （李淳 饰）

#### 译制电影
2012年
- 《战马》 冈特·施罗德 (大卫·克劳斯 饰）

2013年
- 《21岁派对》 米勒 （迈尔斯·特勒 饰）

2014年
- 《霍比特人3：五军之战》 Kili （艾丹·特纳 饰）

2015年
- 《新年行动》 南度 （阿布舍克·巴强 饰）
- 《速度与激情7》 特佳 （卢达·克里斯 饰）

2016年
- 《比利·林恩的中场战事》 芒果 （阿图罗·卡斯特罗 饰）
- 《钢铁骑士》 麦克斯 （本·温彻尔 饰）

2017年
- 《金刚：骷髅岛》 米尔斯 （杰森·米切尔 饰）
- 《速度与激情8》 特佳 （卢达·克里斯 饰）
- 《摔跤吧！爸爸》 奥姆卡尔 （阿帕尔夏克提·库拉那 饰）

### 电视剧
2013年
- 《毛泽东》 毛岸英 （樊营 饰）
- 《天龙八部》 虚竹 （韩栋 饰）
- 《金玉满堂》 王易南 （黄少祺 饰）
- 《天天有喜》 张大牛 （田重 饰）
- 《爱情面前谁怕谁》 郑天乐 （张晓龙 饰）
- 《兰陵王》 杨坚 （韩栋 饰）、宇文神举 （王峥 饰）、宇文毓 （宗峰岩 饰）
- 《唐宫燕》 张灵真 （高海 饰）
- 《精忠岳飞》 张用 （王驹 饰）
- 《爱情自有天意》 唐力 （陈赫 饰)
- 《盛夏晚晴天》 莫凌天 (吴建飞 饰）
- 《王者清风》 弘昼 （王柏伦 饰）
- 《铁血尖刀》 古德安 （傅方俊 饰）

2014年
- 《长安三怪探》 独孤仲平 （陈浩民 饰）
- 《你笑了》 江贤洙 （郑京浩 饰）
- 《古剑奇谭》 茶小乖 （吉阳 饰）
- 《卫子夫》 段宏 （徐正曦 饰）
- 《把爱带回家》 何岸 （俞灏明 饰）
- 《新济公活佛》 赛子都 （魏千翔 饰）、罗伟 （田重 饰）
- 《因为爱情有奇迹》 林天佑 （林佑威 饰）

2015年
- 《千金女贼》 雷子千 （郭子渝 饰）
- 《失宠王妃之结缘》 隽祁 （李雅男 饰）
- 《大江东去》 周生虎 （于滨 饰）
- 《克拉恋人》 萧亮 （Rain 饰）
- 《仙侠剑》 欧阳轩 （陆昱霖 饰）
- 《华胥引之绝爱之城》 君玮 （高昊 饰）
- 《碧血书香梦》 宣孝季 （韩栋 饰）
- 《金钗谍影》 铁威堂 （陈司翰 饰）
- 《大宋传奇之赵匡胤》 韩珪 （李雨轩 饰）
- 《二十四道拐》 张强 （武强 饰）
- 《多情江山》 英格尔 （亓航 饰）
- 《芈月传》 嬴荡 （巴图 饰）

2016年
- 《青丘狐传说》 张生 （陈若轩 饰）
- 《怒江之战》 长毛 （狄杰 饰）
- 《秀丽江山之长歌行》 冯异 （李佳航 饰）、王常 （游涌 饰）
- 《乾隆秘史》 赵宝芹 （迟帅 饰）
- 《爱的阶梯》 路风 （邹廷威 饰）
- 《我的爱情撞上了战争》 谷多 （钮宝平 饰）
- 《六扇门》 孙鑫 （罗晋 饰）、刘进 （周帅 饰）、万柳 （张海宇 饰）
- 《画江湖之不良人》 张子凡 （范世锜 饰）
- 《兰陵王妃》 宇文邕 （彭冠英 饰）
- 《无间道》 江子丹 （王阳 饰）

2017年
- 《遇见爱情的利先生》 利承俊 （于效辰 饰）
- 《三生三世十里桃花》 连宋 （李东恒 饰）
- 《花间提壶方大厨》 沈勇 （雷牧 饰）
- 《楚乔传》 宇文怀 （王彦霖 饰）
- 《上古情歌》 景时 （沈泰 饰）
- 《醉玲珑》 昔邪 （韩栋 饰）、玲珑使 （郑业成 饰）
- 《轩辕剑之汉之云》 强梧 （吴旭东 饰）
- 《通天狄仁杰》 蒋昊辰 （陈奕 饰）
- 《传奇大亨》 雷邦 （任东霖 饰）
- 《将军在上》 祁王 （朱泳腾 饰）
- 《独步天下》 褚英 （王凯熠 饰）
- 《那刻的怦然心动》 邱家武 （洪尧 饰）
- 《艳骨》 风如歌 （刘潮 饰）

2018年
- 《飘香剑雨》 尤大君 （贾宗超 饰）
- 《独孤天下》 宇文护 （徐正溪 饰）
- 《幸福巧克力》 段天乐 （付辛博 饰）
- 《大清神捕》 梅雨墨 （王厦 饰）
- 《盛唐幻夜》 赵澜之 （张雨剑 饰）
- 《斗破苍穹》 韩枫 （凌潇肃 饰）

2019年
- 《十年三月三十日》赵承志 （徐正溪 饰）
- 《請賜我一雙翅膀》冷立威 （韓棟 饰）
- 《錦衣之下》嚴世蕃 （韓棟 饰）

### 动画
2009年
- 《三国演义》 吕布

2010年
- 《名侦探柯南：漆黑的追踪者》（日本） 服部平次

2011年
- 《民的1911》 熊秉坤

2012年
- 《侠岚》 弋痕夕、巫马、柏寒、甄有钱

2014年
- 《画江湖之不良人》 张子凡、黑无常、倾国
- 《挑战者联盟》（西班牙） 斯吉普

2015年
- 《画江湖之灵主》 伏龙、北宫杵

2016年
- 《画江湖之杯莫停》 星陨、元朗、宗帅、宗圣
- 《画江湖之不良人》第二季 张子凡、常昊灵、倾国
- 《完美世界双食记》 曹雨生、磨刀石
- 《刺猬小子之天生我刺》 胖刺猬
- 《火影忍者剧场版:慕留人》（日本） 大筒木桃式
- 《航海王之黄金城》（日本） 佐罗

2017年
- 《全职高手》 刘皓
- 《开封奇谈》 白玉堂
- 《血色苍穹》 陈光远
- 《画江湖之换世门生》 梁众、古田、神父
- 《乐高蝙蝠侠大电影》（美国） 罗宾

2018年
- 《重神机潘多拉》（日本） 刘雷昂
- 《龙珠超 布罗利》（日本） 比克
- 《少年歌行》蕭瑟

### 游戏

#### 单机游戏
- 《仙剑奇侠传四》 玄霄
- 《古剑奇谭二》 乐无异
- 《神舞幻想》 朝阳

#### 网络游戏
- 《天下3》 姬远挚
- 《幻想神域》 米诺泰

#### 手机游戏
- 《楚留香》 风无涯
- 《古剑奇谭二》 乐无异
- 《决战平安京》 狸猫
- 《梦间集》 独钓寒江
- 《食物語》 雲托八鮮、魚腹藏羊、武陵酒

### 广播剧

#### 2011年
- 《首义三杰》 彭楚藩

#### 2014年
- 《海螺心》 张天生（青年）
- 《青春鹦哥岭》 赵海生

#### 2015年
- 《剑指长空》 程云山
- 《再会吧，南洋》 罗保华

#### 2016年
- 《再会吧，延安》 傅连暲、三娃子

#### 2017年
- 《开封奇谈之这个包公不太行》 白玉堂

#### 2019-2020年
- 《铜钱龛世》 玄闵

#### 2020-2021
- 《離婚前後》蘇言
- 《全世界都在等我們分手》傅洛銀
- 《江山許你》梁禎
- 《燎原》陶曉東
- 《韫色过浓》周时韫
- 《三分星野》张飞
- 《北斗》岳定唐

#### 2022
- 《年花》沈落
- 《设计师》陈西安
- 《暗火》陆迟歇
- 《禁止犯规》霍听澜
- 《伪装者》明台
- 《天才基本法》林兆生

#### 漫劇
2021
《再度與你》楊沐禮
2022
《撿到男鬼後脫單了》 皮修

## 表演作品

### 话剧
- 《来路不明的钱》饰 亨利·珀金斯

### 电视剧
- 《阳光并不遥远》饰 西西
- 《济南战役》饰 郑伟
- 《欢乐青春》饰 苏小冬
- 《税务所的故事》饰 盖峰
- 《大长垣》饰 那祺
- 《女马帮》饰 杨天骄